# 静岡市民文化会館
静岡市民文化会館（しずおかしみんぶんかかいかん）は、静岡県静岡市葵区にあるホール。

## 概要
静岡市市制施行90周年の記念事業の一環として、追手町にあった静岡市公会堂に代わる施設として1975年（昭和50年）12月21日に起工、1978年（昭和53年）11月に開館した。クラシックのコンサートのほか、歌舞伎公演や演劇などにも対応でき、中ホールは仮設花道も設置できる構造となっている。
- 大ホール：1,968名
- 中ホール：1,170名
- 大会議室：256m2

また、2009年（平成21年）の国民文化祭や、日本国際青少年音楽祭が同所で開催された。
施設の老朽化や耐震性、バリアフリー対策などの問題が表面化しつつあり、2015年（平成27年）より隣接する静岡市中央体育館などを含めた総合的な施設改築案が検討されている。

## 参考資料
- “３ 文化拠点施設（静岡市民文化会館）の今後について” (PDF). 平成 25 年度 市民意識調査.   静岡市ホームページ (2013年). 2016年4月15日閲覧。
- 静岡市観光交流文化局文化振興課 (2015年11月). “静岡市民文化会館及び静岡市民文化会館前駐車場 指定管理者業務仕様書” (PDF). 平成 25 年度 市民意識調査.   静岡市ホームページ. 2016年4月15日閲覧。